# Never Too Far/Hero Medley
«Never Too Far/Hero Medley» — смесь двух популярных песен американской певицы Мэрайи Кэри, которая была издана в качестве благотворительного сингла в 2001 году. Песня состоит из первого куплета песни «Never Too Far» (2001) — сонаписанной и спродюсированной Мерайей, Jimmy Jam и Terry Lewis — с перезаписанным вторым куплетом и припевом из песни «Hero» (1993) — сонаписанной и спродюсированной Мерайей и Walter Afanasieff, который не принял участия в создании нового трека из-за Randy Jackson. Сингл был предназначен для укрепления единства страны после терактов в США 11 сентября 2001 года.

## Выпуск сингла
Песня была издана только для коммерческого релиза в США. В своё время, сингл «Hero» (из альбома «Music Box») занял первое место в чарте Billboard Hot 100, а сингл «Never Too Far» (из альбома «Glitter») так и не смог войти в главный чарт США. Песня «Never Too Far/Hero Medley» имела незначительный успех, заняв максимальное 81 место в чарте, и продержалась в нём три недели. Сингл был издан в помощь жертвам теракта 11 сентября 2001 года, и все сборы от продаж сингла пошли в Фонд Героев, для поддержки жертв нападений, полицейский, спасателей и их семей.

## Прием сингла
VH1 и MTV транслировали видео с живого выступления Мэрайи на различных концертах, таких как United We Stand: What More Can I Give. Мэрайя исполнила песню на церемонии Top of the Pops Awards в 2001 году совместно с ирландской вокальной группой Westlife, с которой она работала над созданием сингла «Against All Odds (Take a Look at Me Now)» в 2000. Al B. Rich и Mike Rizzo — создатели клубных ремиксов для «Never Too Far/Hero Medley».
Так же песня «Never Too Far/Hero Medley» пользовалась большой популярностью на японских радиостанциях J-Wave (заняв пятое место в чарте Tokyo Hot 100) и через год была включена в качестве бонус-трека в японском издании сборника хитов Мэрайи — «Greatest Hits».
На второй стороне этого сингла была выпущена песня «There for Me», получившая больший спрос на радиостанциях, чем заглавная песня сингла. «There for Me» была написана и спродюсирована Мэрайей, сонаписана Diane Warren и сопродюсирована David Foster. Первоначально трек был записан для альбома «Rainbow» в 1999 году, но была добавлена на вторую сторону сингла «Never Too Far/Hero Medley», в качестве подарка для фанатов и для увеличения продаж сингла.
Компания Virgin не ожидала, что «There for Me» обойдет основную песню сингла в ротации по радио, но заведомо «проигрышный трек» набирал обороты. Несколько крупнейших радиостанций США (B96, Z100, Power92) принесли треку значительное количество ротаций, который достиг максимума в пределах лучших тридцати песен во многих плей-листах крупных радиостанций. Из-за отсутствия какого-либо промоушена, мелкие радиостанции не включали «There for Me» в список исполняемых песен, вследствие чего популярность трека на больших станциях продлилась всего несколько недель. Virgin выпустила несколько промодисков с одним треком для радиостанций США, Швеции и Великобритании в попытке восстановить нарастание популярности, но было поздно, и сингл уже не получил должного внимания.

## Официальные версии и ремиксы
- Never Too Far/Hero
- Never Too Far/Hero (Extended Mix)
- Never Too Far/Hero (Radio Mix)
- Never Too Far/Hero (Radio Mix With Intro)
- Never Too Far/Hero (Al B. Rich Inspirational Mix — Radio Edit)
- Never Too Far/Hero (Al B. Rich Inspirational Mix — X-Tended Mix)
- Never Too Far/Hero (Mike Rizzo Extended Club Recall Mix)
- Never Too Far/Hero (Mike Rizzo Radio Recall Mix)
- There For Me (B-Side Bonus Track)

## Позиции в чартах
| Страна (2001)                    | Высшее место |
| -------------------------------- | ------------ |
| США Billboard Hot 100            | 81           |
| США R&B/Hip-Hop Singles & Tracks | 66           |
| Япония Tokyo Hot 100             | 5            |